# Kōriyama
Kōriyama (郡山市?, Kōriyama-shi) è una città giapponese della prefettura di Fukushima con una popolazione di circa 336 000 abitanti, che la rende la seconda conurbazione della regione del Tōhoku dopo Sendai.

## Storia
Kōriyama fu un tempo conosciuta con il nome di Shukuba grazie alla sua importanza come punto di transito. Il nome originale era Asaka (安積). Nel periodo Meiji il governo concedette a diverse famiglie di samurai dei terreni coltivabili nella zona, e questo fece aumentare la popolazione. Il 1º settembre 1924 Kōriyama fu insignita del titolo di città, mentre nel 1965 alcuni viaggi circostanti vennero incorporati nel territorio comunale. La città si trova a circa 55 km dalla centrale nucleare di Fukushima Dai-ichi, e il territorio comunale non è stato incluso nella zona di evacuazione. Ad ogni modo gran parte della popolazione ha inizialmente evitato di esporsi eccessivamente agli ambienti esterni.

## Geografia e clima
Kōriyama si trova al centro della prefettura di Fukushima nella regione del Tōhoku region (37°24′N 140°23′E). Nel nord si estendono le montagne Adatara, a ovest il lago Inawashiro e a est si trova l'altopiano di Abukuma. Il fiume Abukuma scorre all'interno della città.

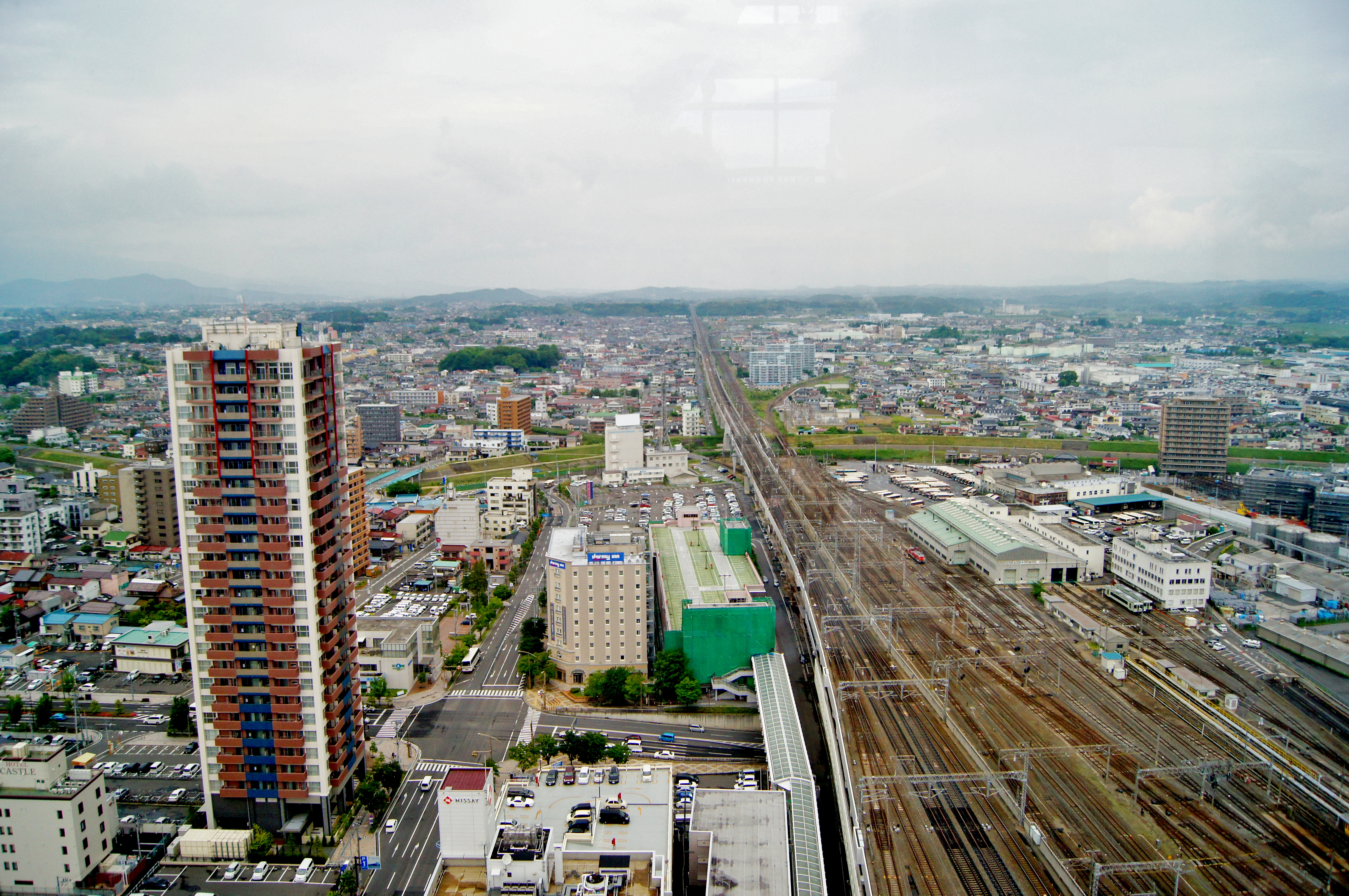
Panorama della città dal 23º piano del planetario

| Kōriyama (1991-2020) Fonte: JMA  | Mesi         | Mesi         | Mesi         | Mesi        | Mesi        | Mesi        | Mesi        | Mesi        | Mesi        | Mesi        | Mesi        | Mesi         | Stagioni | Stagioni | Stagioni | Stagioni | Anno    |
| Kōriyama (1991-2020) Fonte: JMA  | Gen          | Feb          | Mar          | Apr         | Mag         | Giu         | Lug         | Ago         | Set         | Ott         | Nov         | Dic          | Inv      | Pri      | Est      | Aut      | Anno    |
| -------------------------------- | ------------ | ------------ | ------------ | ----------- | ----------- | ----------- | ----------- | ----------- | ----------- | ----------- | ----------- | ------------ | -------- | -------- | -------- | -------- | ------- |
| T. max. media (°C)               | 4,5          | 5,5          | 9,5          | 16,1        | 21,6        | 24,8        | 28,0        | 29,4        | 25,2        | 19,4        | 13,5        | 7,5          | 5,8      | 15,7     | 27,4     | 19,4     | 17,1    |
| T. media (°C)                    | 0,9          | 1,4          | 4,6          | 10,5        | 16,2        | 20,0        | 23,5        | 24,5        | 20,4        | 14,5        | 8,6         | 3,4          | 1,9      | 10,4     | 22,7     | 14,5     | 12,4    |
| T. min. media (°C)               | −2,5         | −2,3         | 0,1          | 5,0         | 11,1        | 15,9        | 19,9        | 20,7        | 16,5        | 10,1        | 3,8         | −0,4         | −1,7     | 5,4      | 18,8     | 10,1     | 8,2     |
| T. max. assoluta (°C)            | 14,5 (1988)  | 18,6 (2004)  | 23,1 (2018)  | 29,5 (1998) | 34,2 (2019) | 34,8 (1987) | 36,0 (2018) | 36,2 (2020) | 34,1 (2010) | 29,5 (2019) | 23,8 (1977) | 18,7 (2018)  | 18,7     | 34,2     | 36,2     | 34,1     | 36,2    |
| T. min. assoluta (°C)            | −12,0 (2012) | −12,5 (2012) | −12,8 (1984) | −4,4 (1981) | 1,5 (1983)  | 7,8 (2011)  | 8,8 (1976)  | 12,0 (1980) | 5,4 (2001)  | −1,0 (1983) | −5,8 (2017) | −11,1 (1976) | −12,5    | −12,8    | 7,8      | −5,8     | −12,8   |
| Giorni di calura (Tmax ≥ 30 °C)  | 0,0          | 0,0          | 0,0          | 0,0         | 0,5         | 2,3         | 10,7        | 15,9        | 4,1         | 0,0         | 0,0         | 0,0          | 0,0      | 0,5      | 28,9     | 4,1      | 33,5    |
| Giorni di gelo (Tmin ≤ 0 °C)     | 26,2         | 23,4         | 17,0         | 2,2         | 0,0         | 0,0         | 0,0         | 0,0         | 0,0         | 0,0         | 4,1         | 18,1         | 67,7     | 19,2     | 0,0      | 4,1      | 91,0    |
| Giorni di ghiaccio (Tmax ≤ 0 °C) | 1,5          | 1,0          | 0,0          | 0,0         | 0,0         | 0,0         | 0,0         | 0,0         | 0,0         | 0,0         | 0,0         | 0,3          | 2,8      | 0,0      | 0,0      | 0,0      | 2,8     |
| Precipitazioni (mm)              | 40,9         | 27,6         | 66,1         | 75,4        | 92,2        | 120,6       | 191,2       | 144,4       | 162,7       | 126,5       | 57,8        | 38,1         | 106,6    | 233,7    | 456,2    | 347,0    | 1 143,5 |
| Giorni di pioggia                | 7,3          | 5,7          | 9,1          | 9,0         | 9,7         | 11,4        | 14,0        | 11,3        | 11,3        | 8,9         | 6,9         | 7,3          | 20,3     | 27,8     | 36,7     | 27,1     | 111,9   |
| Ore di soleggiamento mensili     | 128,8        | 140,0        | 170,9        | 181,6       | 195,7       | 148,9       | 138,2       | 164,3       | 125,9       | 133,0       | 129,2       | 124,6        | 393,4    | 548,2    | 451,4    | 388,1    | 1 781,1 |
| Vento (direzione-m/s)            | WNW 3,1      | WNW 3,3      | WNW 3,3      | WNW 3,2     | WNW 3,0     | S 2,3       | S 2,1       | S 2,0       | WNW 2,0     | WNW 2,2     | WNW 2,4     | WNW 2,7      | 3,0      | 3,2      | 2,1      | 2,2      | 2,6     |

## Economia
Kōriyama è chiamata "la capitale commerciale di Fukushima", e di fatto qui si concentrano gli uffici e le sedi delle principali aziende. Di fronte alla stazione centrale si trovano diversi centri commerciali.

### Principali aziende
- XEBIO (articoli sportivi)
- Kourakuen (ramen)
- York Benimaru (il maggiore supermercato della città, con diverse filiali nel circondario)

### Banche
Banca Daitō
Banca Tōhō

## Infrastrutture e trasporti
Vista la sua posizione, la città è un importante snodo nei trasporti. Kōriyama è collegata a diverse città fra cui Tokyo, Sendai, Fukushima, Niigata, Mito e Iwaki. La principale stazione ferroviaria è la stazione di Kōriyama gestita dalla JR East e servita anche dal Tōhoku Shinkansen, che la collega a Tokyo in circa 1 ora abbondante.
L'aeroporto più vicino è quello di Fukushima.

## Amministrazione

### Gemellaggi

#### Città giapponesi
- Nara (dal 5 agosto 1971)
- Kurume (dal 3 agosto 1975)
- Tottori (dal 25 novembre 2005)

#### All'estero
- Brummen, Paesi Bassi (dal 25 giugno 1988)